# Persan
Pour l’article ayant un titre homophone, voir Percent.
Pour les articles homonymes, voir Persan (homonymie) et Farsi.
Le persan (endonyme : فارسی, fārsī, ou پارسی, pārsī), parfois appelé de manière abusive perse ou iranien, est une langue indo-européenne de la famille de langues iraniennes. C'est la langue officielle et majoritaire de l'Iran (centre, centre-sud, nord-est), de l'Afghanistan, où on le connaît sous le nom de dari, et du Tadjikistan, sous le nom de tadjik.
Le persan est une langue notable mais minoritaire à Bahreïn, en Irak, en Oman, au Qatar et aux Émirats arabes unis. Le dari, dialecte du persan, également appelé persan afghan ou persan oriental, est une langue officielle en Afghanistan ; il est parlé également en Iran et au Pakistan. De même, le tadjik, autre dialecte du persan, est la langue officielle du Tadjikistan et également parlé au Kirghizistan, au Turkménistan, en Ouzbékistan, et dans une moindre mesure au Kazakhstan. Le persan ou l’une de ses langues-sœurs est également parlé en Azerbaïdjan, en Russie, et en Ouzbékistan (par une minorité tadjike, historiquement implantée surtout autour de Samarcande). Du XVIe au XIXe siècle, il est la langue officielle de l'Empire moghol.
Le persan fait partie du groupe indo-iranien de la famille des langues indo-européennes. C'est une langue du type « sujet-objet-verbe ». Les langues persanes s’écrivent surtout au moyen de l'alphabet arabo-persan, variante de l'alphabet arabe, bien qu'elles n'aient aucune parenté avec la langue arabe, qui est une langue sémitique dont les persans diffèrent tant sur le plan de la grammaire que de la phonologie. Au Tadjikistan, en Russie, en Azerbaïdjan et en Ouzbékistan, le tadjik s’écrit au moyen de l'alphabet cyrillique.
Le persan moderne est la continuation du moyen perse, langue officielle de l'Empire sassanide (224–651), lui-même une continuation du vieux perse, utilisé dans l'Empire achéménide (550–330 avant J.-C.),. Il est originaire de la région de Fars, au sud-ouest de l'Iran. Sa grammaire est similaire à celle de la plupart des langues européennes.
Au cours de l'histoire, le persan est employé comme la langue littéraire et culturelle par les différents empires d'Asie de l'Ouest, d'Asie centrale et d'Asie du Sud. Le vieux perse est attesté par des inscriptions cunéiformes datant du VIIe siècle av. J.-C.. Le moyen perse s'écrivait dans des écritures dérivées de l'alphabet araméen, on le retrouve sur des inscriptions zoroastriennes et manichéennes allant du IIIe au Xe siècle. La littérature persane moderne remonte au IXe siècle, après la conquête musulmane de la Perse, lorsque le persan adopta l'alphabet arabe.
Le persan est la première langue qui parvient à rivaliser avec l'arabe dans l'espace musulman oriental, la poésie persane devenant rapidement une tradition très populaire et prestigieuse. Parmi les œuvres célèbres de la littérature persane, il y a le Shahnameh de Ferdowsi, les œuvres de Rumi, les Rubaiyat d'Omar Khayyam, le Khamse de Nizami, le Divân de Hâfez, la Conférence des oiseaux de Attâr, le Golestan et le Bûstan de Saadi. Parmi les célèbres poètes contemporains, on peut citer Nima Yooshij, Ahmad Shamlou, Simin Behbahani, Sohrab Sepehri, Rahi Mo'ayyeri, Mehdi Akhavan-Sales, ou encore Forugh Farrokhzad.
Le persan reçoit différentes appellations : il est appelé fārsi (فارسی) en Iran et en Afghanistan (ce qui est une forme arabisée de parsi — l'alphabet arabe ne comportant pas de consonne « p ») ou encore parsi (پارسی, une appellation locale ancienne, toujours utilisée par certains locuteurs) ; on trouve aussi les termes hazara et tadjik (un dialecte d'Asie centrale) ainsi que dari (appellation locale en Afghanistan). D'une manière générale, les locuteurs du persan sont nommés persanophones.

## Histoire
Le persan est un membre du groupe indo-iranien de la famille linguistique indo-européenne. Le persan moderne est apparenté au vieux perse (avestique et perse achéménide) et au moyen persan (pehlevi, parthe et perse sassanide).
Le vieux perse, langue de la plupart des inscriptions achéménides, diffère de la langue élamite, laquelle n'est pas indo-européenne. Au cours du temps, la morphologie du persan se simplifie grandement : la conjugaison et la déclinaison complexes des origines cèdent la place à la morphologie régulière et à la syntaxe rigide de la langue d'aujourd'hui. Cette évolution se compare au développement de l'anglais. Pour ce qui est du lexique, de nombreux mots provenant des langues avoisinantes (l'araméen et le grec dans les temps anciens, plus tard l'arabe et, dans une moindre mesure, le turc) ont été introduits dans le vocabulaire persan. Plus récemment, les emprunts aux langues européennes, principalement au français et à l'anglais, sont les plus fréquents.

## Dialectes et langues proches
L'intercompréhension est en général possible entre les Iraniens, les Tadjiks et les Afghans parlant persan. Cependant, on peut remarquer deux choses : d'une part, le dari est le nom local du dialecte oriental du persan, une des deux langues officielles de l'Afghanistan, dont le hazaragi — parlé par le peuple Hazara du centre de l'Afghanistan. D'autre part, le tadjik peut aussi être considéré comme un dialecte du persan mais, au contraire du farsi et du dari, il s'écrit avec l'alphabet cyrillique.
D'après Ethnologue.com, les dialectes du persan sont :
- persan occidental (en Iran, Irak, etc.),
- persan oriental (en Afghanistan et au Pakistan),
- tadjik (au Tadjikistan),
- hazaragi (en Afghanistan),
- aimak et hazara (en Hazaristan),
- boukharique (en Palestine , Ouzbékistan),
- darwazi (en Afghanistan),
- pahlavani (en Afghanistan).

Les dialectes suivants sont des langues proches parlées par plusieurs peuples en Iran et dans les pays limitrophes :
- mazandarani, parlé dans le nord de l'Iran et principalement dans la province iranienne du Mazandaran ;
- gilaki (ou gileki), parlé dans la province du Gilan ;
- talysh (ou talishi), parlé dans le nord de l'Iran et dans les parties du sud de l'Azerbaïdjan ;
- lori (ou luri), parlé principalement dans les provinces du Lorestan et du Khuzestan au sud-ouest de l'Iran ;
- tat (aussi appelé tati ou eshtehardi), parlé dans certaines régions des provinces d'Azerbaïdjan oriental, de Zanjan et de Qazvin ;
- dezfuli, parlé dans la région du khuzestan notamment dans la ville de Dezfoul à l'ouest de l'Iran ;
- dari zoroastrien ou gabri, parlé à l'origine à Yazd et à Kerman par les zoroastriens d'Iran (aussi appelé yazdi par certains).

Autres dialectes persiques :
- Tat (en Azerbaïdjan, Russie)[15],[16],[17],[18],[19]
- Juhuri[20].

## Écriture et prononciation
Le farsi et le dari s'écrivent avec l'alphabet perso-arabe, variante de l'alphabet arabe. L'alphabet latin est utilisé par certains pour des raisons de technologie ou d'internationalisation. Le tadjik, influencé par le russe, s'écrit avec l'alphabet cyrillique au Tadjikistan mais avec l'alphabet perso-arabe en Afghanistan.

### Alphabet perso-arabe
Auparavant, deux alphabets différents étaient utilisés pour le moyen persan : l'un, appelé pehlevi, est une adaptation de l'alphabet araméen ; l'autre est un alphabet iranien originel appelé dîndapirak (littéralement : écriture de la religion). Environ 150 ans après la conquête de l'Empire perse par les Arabes musulmans, les Persans adoptent l'alphabet arabe en remplacement de leur ancien alphabet. Le texte se lit de droite à gauche. Les lettres prennent quatre formes : isolée, initiale, médiane et finale. Les voyelles brèves (a, é, o) ne sont pas écrites mais les voyelles longues (â, i, ou) le sont. L'alphabet persan présente certaines différences avec l'alphabet arabe. Notamment, il compte quatre lettres supplémentaires, du fait que quatre sons existant en persan n'existent pas en arabe.
| Phonétique API      | Lettre (s) | Nom (s) | Translittération | Notes |
| ------------------- | ---------- | ------- | ---------------- | --- |
| [ɒː], [a], [e], [o] | ا          | aléf    | ā, a, é, o       | L'aléf marque la présence d'une voyelle initiale (a, e, o) ou se prononce [a] à l'intérieur d'un mot. L'aléf kolāhdār (آ), toujours initiale, se prononce â /ɒː/. Ce dernier son peut être retranscrit en alphabet latin soit « â » ou bien « ā ». |
| [b]                 | ب          | bé      | b                | |
| [p]                 | پ          | pé      | p                | N'existe pas en arabe. |
| [t]                 | ت          | té      | t                | |
| /s/                 | ﺙ          | sé      | s                | Se prononce /s/ à la différence de l'arabe où elle est prononcée /θ/. |
| [dʒ]                | ج          | djim    | dj               | |
| [t͡ʃ]                | چ          | tché    | tch              | N'existe pas en arabe. |
| [h]                 | ح          | hé      | h                | |
| /x/ [χ]             | خ          | khé     | kh               | |
| [d]                 | د          | dāl     | d                | |
| /z/                 | ﺫ          | zāl     | z                | Se prononce /z/ à la différence de l'arabe où elle est prononcée /ð/. |
| [ɾ]                 | ر          | ré      | r                | |
| [z]                 | ز          | zé      | z                | |
| [ʒ]                 | ژ          | jé      | j                | N'existe pas en arabe. |
| [s]                 | س          | sin     | s                | |
| [ʃ]                 | ش          | chin    | ch               | |
| [s]                 | ﺹ          | sād     | s                | La lettre ص (sād) est restreinte à des emprunts à l'arabe. |
| /z/                 | ﺽ          | zād     | z                | |
| /t/                 | ﻁ          | tā      | t                | La lettre ط (tā) est restreinte à des emprunts à l'arabe. |
| /z/                 | ﻅ          | zā      | z                | |
| /ʔ/ [ʔ, Vˁ]         | ﻉ          | eyn     | a,e              | |
| /q/ [ɢ, ɣ]          | ﻍ          | gheyn   | gh               | |
| [f]                 | ف          | fé      | f                | |
| /q/ [ɢ, ɣ]          | ﻕ          | ghāf    | gh               | |
| /k/ [kh, ch]        | ک          | kāf     | k                | La lettre arabe ك n'est pas utilisée en persan. |
| [g]                 | گ          | gāf     | g                | N'existe pas en arabe. |
| [l]                 | ل          | lām     | l                | |
| [m]                 | م          | mim     | m                | |
| [n]                 | ن          | noun    | n                | |
| [u], [v]            | و          | vāv     | ou, v            | La lettre sert à noter le son o dans les mots دو (do, deux) et تو (to, tu). |
| /h/ [h, ɦ]          | ﻩ          | hé      | h                | |
| [j], [i:]           | ی          | yé      | y, i             | Cette lettre se prononce parfois ɑ:. La lettre arabe ي n'existe pas en persan. |

Les diacritiques en persan comprennent notamment le tachdid, le sokoun, le fathé, le kasré et le zammé. Ces signes sont très rarement utilisés en pratique. Le tachdid est une petite barre oblique placée en suscrit sur une consonne marquant qu'on la prononce deux fois de suite. Par exemple, le mot دکان (magasin) se prononce dokkān, en doublant le son k. Le sokoun est un petit cercle inscrit au-dessus d'une consonne pour marquer qu'elle n'est pas suivie par un son de voyelle. Ce signe est le plus souvent omis sauf lorsqu'il élimine toute ambiguïté. Il peut être inscrit par exemple sur le rā (ر) dans le mot مرد (homme). Dans certains cas où il peut y avoir forte ambiguïté, les voyelles peuvent être marquées sur la consonne par l'ajout du fathé (petite barre oblique au-dessus de la consonne) pour le son a ([a]), du kasré pour le son é ([e]), du zammé pour le son o ([o]). Les signes de ponctuation sont les mêmes qu'en français, sauf la virgule et le point d'interrogation (؟) qui s'écrivent à l'envers.
Plusieurs mots persans d'origine arabe sont écrits différemment du mot arabe original. Ainsi, alef avec la hamza en dessous ( إ ) se change toujours en aléf ( ا ) ; généralement teh marbuta ( ة ) se change en té ( ت ) ou en hé ( ه ), sans qu'il s'agisse d'une règle absolue ; plusieurs mots utilisant différents types de hamza sont écrits avec une autre sorte de hamza (de cette manière مسؤول devient مسئول).
Les marques diacritiques utilisées dans le script arabe, ou harakat, sont aussi utilisées en persan, bien que certaines se prononcent différemment. Par exemple un damma en arabe se prononce /u/, alors qu'en persan on le prononce /o/. La variante persane ajoute aussi une notion de pseudo-espace à l'écriture arabe, appelée un ZWNJ (Zero-width non-joiner, le liant sans chasse U+200D) dans le standard Unicode et la norme ISO 10646. Ce caractère agit comme une espace en déconnectant deux caractères adjacents qui seraient optionnellement joints sans le ZWNJ qui n'a pas de largeur visuelle. Les caractéristiques du persan sont reprises par d'autres langues comme le pashto ou l'ourdou et a parfois été encore plus étendu avec d'autres lettres ou de nouveaux signes de ponctuation.

### Alphabet latin
L'alphabet universel persan (UniPers / Pârsiye Jahâni) est un alphabet fondé sur l'alphabet latin créé il y a plus de 50 ans en Iran et popularisé par Mohammad Keyvan, qui l'a utilisé dans nombre de livres persans pour les étrangers et les voyageurs. Il met de côté les difficultés de l'alphabet traditionnel fondé sur l'arabe, avec ses multiples formes de lettres, et s'adapte particulièrement bien au contexte moderne des médias écrits.
L'alphabet international persan (IPA2), communément appelé Pársik est un autre alphabet basé sur le script latin développé récemment, principalement par A. Moslehi, linguiste comparatif qui a défini le projet, sous l'autorité de l'Association des linguistes persans. Il est réputé être le plus exact des alphabets persans fondés sur le script latin dans lequel beaucoup d'aspects linguistiques du persan moderne sont respectés. Cependant, ces règles ne sont pas aussi simples qu'UniPers.
Fingilish, ou Penglish, est le nom donné aux textes écrits utilisant l'alphabet latin de base. Il est communément utilisé dans le cadre d'applications de messagerie instantanée, de courrier électronique et SMS.

### Phonétique

Les phonèmes vocaliques du persan.

La prononciation en persan est semblable à celle du français. Le persan comporte six voyelles et vingt-deux consonnes (vingt-trois avec le « ʔ », d'origine arabe), dont deux affriquées /t͡ʃ/ (ch) et /d͡ʒ/ (j). Historiquement, le persan distingue la longueur : les voyelles longues /i:/, /u:/, /ɑ:/ contrastant avec les voyelles courtes /e/, /o/, /æ/. Le persan moderne parlé, cependant, ne fait généralement plus ce type de distinctions. Retranscrit « â » ou « ā » en alphabet latin, le son /ɒː/ est prononcé approximativement comme le « a » du français québécois qu'on peut trouver par exemple dans « pas ».
|            |           | Labiales | Alvéolaires | Post-alvéolaires | Vélaires | Glottales |
| ---------- | --------- | -------- | ----------- | ---------------- | -------- | --------- |
| Occlusives | sourdes   | [p]      | [t]         |                  | [k]      | [ʔ]       |
| Occlusives | voisées   | [b]      | [d]         |                  | [g]      |           |
| Occlusives | nasales   | [m]      | [n]         |                  |          |           |
| Fricatives | sourdes   | [f]      | [s]         | [ ʃ ]            | [ x]     | [h]       |
| Fricatives | voisées   | [v]      | [z]         | [ ʒ]             | [ɣ]      |           |
| Affriquées | sourdes   |          |             | [ t͡ʃ ]           |          |           |
| Affriquées | voisées   |          |             | [ d͡ʒ]            |          |           |
| Liquides   | Liquides  |          | [l], [r]    |                  |          |           |
| Spirantes  | Spirantes |          |             | [ j]             |          |           |

## Grammaire

### Syntaxe
Les phrases déclaratives normales sont ordonnées « (S) (PP) (O) V ». Les phrases simples peuvent comprendre des sujets optionnels, des groupes prépositionnels et des objets, suivis du verbe. L'adjectif se place généralement après le substantif. Dans ce cas, l'ézâfé (son [e] (é)) s'ajoute après le nom pour marquer la relation entre les deux éléments. L'ézafé n'est pas marqué à l'écrit. Si l'objet est défini, alors il est suivi du suffixe rɑ: (ﺭﺍ) et précède les groupes propositionnels « (S) (O + « rɑ: ») (PP) V ».
L'ordre est le suivant :
- (circonstance de temps) – sujet – objet + (postposition -râ) – (objet indirect/circonstance) – prédicat – verbe
- fardâ u in ketâbhâ va daftarhâ-râ be šomâ midahad = demain il ces livres et cahiers (râ) à vous donnera = demain il vous donnera ces livres et (ces) cahiers

### Genre et nombre
En persan, il n'existe pas de genre pour les noms, les pronoms et les adjectifs. Le genre d'une personne est parfois marqué par des noms qualifiants, par exemple avocate se dit ﺧﺎﻧﻢ وﻛﻴﻞ (khânom-é vakil), ce qui signifie littéralement « dame avocat ». Il n'existe pas d'article défini (le, la). Ainsi, le pain se dit ﻧﺎﻦ (nân, littéralement pain). L'article indéfini singulier (un, une) est rendu par يِک (yék, un). Le nombre ne se marque pas et se comprend implicitement par le contexte de la locution, sauf par le mot ﺗﺎ (tâ) qui marque le lien entre l'adjectif numéral et le substantif. Ainsi, le groupe six pommes se traduit par ﺷﺶ ﺗﺎ ﺳﻴﺐ (chéch tâ sib), soit littéralement « six quantités pomme ». Par ailleurs, aimer les pommes se dit ﺳﻴﺐ ﺩوﺳﺖ ﺩﺍﺷﺘﻦ (sib doust dâchtan), soit littéralement « pomme ami avoir » et avoir des pommes s'exprime par ﺳﻴﺐ ﺩﺍﺷﺘﻦ (sib dâchtan), ce qui équivaut littéralement à « pomme avoir ». L'ézafé est un suffixe prononcé é ([e]) à la fin d'un substantif qui est suivi d'un attribut, d'un autre type d'adjectif ou d'un complément. Il est prononcé mais non écrit. Par exemple, pain chaud s'écrit ﻧﺎﻦ ﮔﺮﻡ et se prononce nân-é-garm, littéralement « pain-é-chaud », mon nom s'écrit اسم من et se prononce ésm-é-man, littéralement « nom-é-moi », centre de la ville ou centre-ville s'écrit مرکز شهر et se prononce markaz-é chahr, littéralement « centre-é-ville ».

### Verbes et dépendants
Les verbes peuvent exprimer le temps et l'aspect, et ils s'accordent avec le sujet en nombre. La conjugaison est très régulière en persan. Le temps présent et passé est marqué par le radical alors que la désinence ou terminaison indique la personne et le nombre. La troisième personne du singulier se conjugue avec le radical sans terminaison. À l'instar de langues comme l'italien et l'espagnol, le pronom personnel peut ainsi être omis et, lorsqu'il est ajouté au verbe, il marque l'insistance sur le sujet plutôt que l'action ou l'état. Les verbes sont souvent de forme composée, employant un auxiliaire et un nom, un adjectif ou un gérondif pour obtenir un signifié distinct. Il existe certaines formes de contractions du verbe avec un adverbe.
La forme négative se forme au moyen du terme نا (na) placé devant le verbe. Par exemple, l'expression tu n'as pas fait est rendue par (to na-kardi = nadkardi). À la forme négative, le verbe être se contracte; ainsi il n'est pas se dit Ou nist, ce dernier mot étant la contraction de na + ast. La forme interrogative se prononce avec une intonation prosodique ascendante en fin de phrase, comme en français familier. À l'écrit, elle est marquée par le point d'interrogation retourné (؟) et par le mot « âyâ », littéralement « est-ce que », mais dont l'emploi est toutefois facultatif. Par exemple « est-ce que tu as? » se rend par « âyâ to dâri? ».
| Personne      | Français | Pronom sujet | Translittération | Désinence du verbe | Translittération |
| ------------- | -------- | ------------ | ---------------- | ------------------ | ---------------- |
| 1re singulier | Je, moi  | من           | man              | ﻢ                  | -am              |
| 2e singulier  | Tu, toi  | تو           | to               | ى                  | -i               |
| 2e pluriel    | Vous     | شما          | chomâ            | ين                 | -in              |

## Vocabulaire
Les suffixes prédominent dans la morphologie du persan, bien qu'il y ait aussi un petit nombre de préfixes. Le vocabulaire du persan comprend des mots empruntés, venant pour la plupart de l'arabe, de l'anglais, du français et des langues turques.
De la même façon, le persan influence les vocabulaires d'autres langues, spécialement les langues indo-iraniennes et turques. Beaucoup de mots persans ont aussi trouvé leur chemin jusqu'à la langue anglaise. Plus de 40 % des mots utilisés en persan ont des racines arabes.
| Français                          | Persan | Prononciation |  | Français  | Persan   | Prononciation    |
| --------------------------------- | ------ | ------------- |  | --------- | -------- | ---------------- |
| Oui                               | بله    | balé          |  | Non       | نه       | na               |
| Bonjour, salut                    | سلام   | salām         |  | Au revoir | خدا حافظ | khodā hāfez      |
| S'il vous plaît                   | لطفا   | lotfan        |  | Merci     | تشکر     | Tachakor         |
| Homme                             | مرد    | mard          |  | Femme     | زن       | zan              |
|                                   |        |               |  | Enfant    | بچه      | battché          |
| Père                              | پدر    | pédar         |  | Mère      | مادر     | mādar            |
| Garçon, fils                      | پسر    | pésar         |  | Fille     | دختر     | dokhtar          |
| Jour                              | روز    | rouz          |  | Nuit      | شب       | chab             |
| Terre                             | زمین   | zamin         |  | Ciel      | آسمان    | āsemān           |
| Eau                               | آب     | āb            |  | Feu       | آتش      | ātach            |
| Pain                              | ﻧﺎﻦ    | nān           |  | Riz       | برنج     | berendj          |
| Pomme                             | سیب    | sib           |  |           |          |                  |
| Fleur                             | گل     | gol           |  |           |          |                  |
| Chat                              | گربه   | gorbé         |  |           |          |                  |
| Marché                            | ﺑﺎزﺍﺭ  | bāzār         |  | Magasin   | دکان     | dokkān           |
| Centre                            | مرکز   | markaz        |  | Ville     | شهر      | chahr            |
| Maison                            | خانه   | khāné         |  |           |          |                  |
| Lit                               | تخت    | takht         |  |           |          |                  |
| Santé                             | سلاﻤﺖ  | salāmat       |  | État      | حال      | hāl              |
| Nom, prénom                       | نام    | nām           |  | Ami       | دوست     | doust            |
| Jeu                               | بازی   | bāzi          |  |           |          |                  |
| Persan                            | فارسی  | fārsi         |  |           |          |                  |
| Grand                             | بزرگ   | bozorg        |  | Petit     | كوچک     | koutchak         |
| Chaud                             | ﮔﺮﻡ    | garm          |  | Froid     | سرد      | sard             |
| Bon                               | خوب    | khoub         |  | Mauvais   | بد       | bad              |
| Facile                            | آسان   | āsān          |  | Difficile | سخت      | sakht            |
| Sachant                           | بلد    | balad         |  |           |          |                  |
| Adverbes et pronoms interrogatifs |        |               |  |           |          |                  |
| Qui                               | کی     | ki            |  | Que, quoi | چه       | tché             |
| Comment                           | چطور   | tchétor       |  |           |          |                  |
| Peu                               | ﻛﻢ     | kam           |  | Un peu    | یک کمی   | yek kami ou kami |
| Beaucoup, très                    | خیلی   | khéyli        |  |           |          |                  |
| Bien                              | خوب    | khoub         |  | Mal       | بد       | bad              |
| Dehors                            | بیرون  | biroun        |  | Où        | کجا      | kodjā            |
| Prépositions                      |        |               |  |           |          |                  |
| À                                 | ﺑﻪ     | bé            |  | Avec      | با       | bā               |
| Dans                              | ﺩر     | dar           |  | De        | از       | az               |
| Sous                              | زیر    | zir-é         |  |           |          |                  |
| Conjonctions                      |        |               |  |           |          |                  |
| Et                                | و      | va / o        |  |           |          |                  |

Le kh correspond au j espagnol (jota) ou au ch allemand dans Bach.
| Français                           | Infinitif | Prononciation | Participe présent | Prononciation               | participe passé | Prononciation |
| ---------------------------------- | --------- | ------------- | ----------------- | --------------------------- | --------------- | ------------- |
| Être                               | بودن      | boudan        | ﺍﺴﺖ               | ast                         | ﺑوﺩ             | boud          |
| Avoir                              | داشتن     | dachtan       | ﺩﺍﺭ               | dâr                         | دﺍشت            | dāchte        |
| Y avoir                            |           |               | ﺑوﺩ               | boud                        |                 |               |
| Aller                              | رفتن      | raftan        | رو                | rou                         | ﺭﻓﺖ             | raft          |
| Dire                               | گفتن      | goftan        | گوی               | gouy                        | گفت             | goft          |
| Donner                             | دادن      | dādan         | ده                | dah                         | ﺩﺍﺩ             | dād           |
| Faire                              | کردن      | kardan        | کن                | kon                         | کرﺩ             | kard          |
| Manger                             | خوردن     | khordan       | خورد              | khord                       |                 |               |
| Venir                              | آمدن      | āmadan        | آ                 | ā                           | آمد             | āmad          |
| Voir                               | دیدن      | didan         | بین               | bin                         | دﻴد             | did           |
| Ne pas                             | ﻧ         | na-           |                   | Ne pas y avoir, ne pas être |                 | nist          |
| Appel de complément d'objet direct | را        | rā-           |                   |                             |                 |               |
| Va-t-en!                           | برو       | boro!         |                   |                             |                 |               |

| Français               | Infinitif  | Prononciation | Traduction littérale[pertinence contestée] |
| ---------------------- | ---------- | ------------- | ------------------------------------------ |
| Aimer                  | دوست داشتن | doust dāchtan | Ami avoir                                  |
| Jouer                  | بازی کردن  | bāzi kardan   | Jeu faire                                  |
| Sortir                 | بیرون رفتن | biroun raftan | Dehors aller                               |
| Sortir (mettre dehors) | بیرون کردن | biroun kardan | Dehors faire                               |